# Municipio de Center (condado de Phelps)
El municipio de Center (en inglés: Center Township) es un municipio ubicado en el condado de Phelps en el estado estadounidense de Nebraska. En el año 2010 tenía una población de 187 habitantes y una densidad poblacional de 1,99 personas por km².

## Geografía
El municipio de Center se encuentra ubicado en las coordenadas 40°34′8″N 99°21′39″O / 40.56889, -99.36083. Según la Oficina del Censo de los Estados Unidos, el municipio tiene una superficie total de 93.77 km², de la cual 93,77 km² corresponden a tierra firme y (0 %) 0 km² es agua.

## Demografía
Según el censo de 2010, había 187 personas residiendo en el municipio de Center. La densidad de población era de 1,99 hab./km². De los 187 habitantes, el municipio de Center estaba compuesto por el 94,65 % blancos, el 1,07 % eran afroamericanos, el 4,28 % eran de otras razas. Del total de la población el 4,28 % eran hispanos o latinos de cualquier raza.